# Arnold Nötzli
Arnold Nötzli (1900, data de morte desconhecida) foi um ciclista suíço. Nötzli competiu nos Jogos Olímpicos de Verão de 1924 em Paris, onde fez parte da equipe suíça de ciclismo que terminou em quinto lugar na perseguição por equipes de 4 km em pista.